# Die Reisen Benjamins des Dritten
Die Reisen Benjamins des Dritten (jiddisch מאסאָעס ביניאֶמין האשלישי Majssess Binjomin haschlischi, wörtlich „Geschichten von Benjamin dem Dritten“) ist der Name einer Erzählung von Mendele Moicher Sforim, die scheinbar im Stil eines Schelmenromans verfasst ist.

## Inhalt
Benjamin ist ein jüdischer Don Quijote (so auch der Untertitel der polnischen Übersetzung), der mit seinem Sancho Pansa Senderl, das Weib seine Umwelt mit allerlei phantastischen Gestalten ausschmückt. Diese sind alten jüdischen Legenden und Volksmärchen entnommen, so zum Beispiel denen über die jenseits des Sambation-Flusses lebenden „Roten Juden“, den am Weltrand hausenden Nachkommen der verlorenen Stämme Israels. Bei allem Spott über volkstümlichen Aberglauben und Weltfremdheit spiegelt sich in der Thematik auch eine messianische Sehnsucht nach Heimkehr zu den Quellen der Vorväter.
Der Titel spielt auf die Reisen zweier früherer Benjamine an, deren teilweise wohl fiktionale Reiseberichte weit verbreitet waren und die in das Buch an verschiedenen Stellen einflossen, ohne direkt erwähnt zu werden: Benjamin I. ist in diesem Sinne der mittelalterliche jüdische Reiseschriftsteller Benjamin von Tudela, der im 12. Jahrhundert von Spanien aus bis an die Grenzen Persiens und nach Ägypten reiste. Im Jahr 1858 erschien eine deutsche Ausgabe seines Berichtes, ebenso wie Acht Jahre in Asien und Afrika. Von 1846 bis 1855 von Israel Joseph Benjamin. Dessen französische Erstausgabe von 1855 trug den Titel Israel Joseph Benjamin II! Dieser schildert u. a., wie er Spuren der zehn Stämme des Nordreiches zu finden glaubt.

## Wirkung
In Anlehnung an das Buch von Mendele Moicher Sforim entstanden später verschiedene Werke unter dem Titel Die Fahrten Benjamins des Vierten, so zum Beispiel von Z. Prejgerson, der den Untergang der alten jüdischen Kultur während der frühen Sowjetzeit beschreibt. Ein Gedicht von Nathan Alterman aus dem Jahr 1942, welches sich mit Rommels Wüstenfeldzug auseinandersetzt, trägt denselben Untertitel. In der aktuellen politischen Debatte in Israel fand der Titel polemische Verwendung gegen die Politik Benjamin Netanjahus.

## Ausgaben
Das Buch wurde 1878 in jiddischer Sprache, 1896 auf Hebräisch verlegt. Eine erste deutsche Übersetzung erschien 1937 im Schocken-Verlag Berlin unter dem Titel Die Fahrten Binjamins des Dritten, die Übersetzung besorgte Efraim Frisch. Diese erschien 1962 noch einmal im Walter Verlag, Olten 1983 in zweiter Auflage. Die neue Übersetzung von Susanne Klingenstein unter dem Titel Die Reisen Benjamins des Dritten kam 2019 im Hanser Verlag in München heraus (ISBN 978-3-446-26395-6). Sie ist die erste vollständige Übersetzung der Ausgabe letzter Hand (Warschau 1913) und enthält ein umfangreiches Nachwort, das das Werk historisch und literarisch einordnet.